# 크리스틴 프로세트
크리스틴 프로세스(Kristine Frøseth, 1996년 9월 21일 ~ )는 미국, 노르웨이의 배우, 모델이다. 위켄드의 싱글 "False Alarm" 뮤직비디오에 출연해 처음으로 이름을 알렸다. 넷플릭스 영화 《시에라 연애 대작전》에서 베로니카 역을 맡았다.

## 작품 목록

### 영화
- 2017년 《호밀밭의 반항아》 ... 셜리 블레이니 역
- 2018년 《시에라 연애 대작전》 ... 베로니카 역
- 2018년 《복수의 사도》 ... 피온 역
- 2019년 《로우 타이드》 ... 메리 역
- 미정 《오, 캐나다》 ... 얼리시아 역

### 텔레비전
- 더 소사이어티 (2019)

### 뮤직비디오
- 더 위켄드 - "False Alarm"
- 벤쿠버 슬립 클리닉 - "Killing Me To Love You"